# Björne Fröberg
Björne Fröberg, född 14 oktober 1959 i Stockholm, är en svensk basist, känd som medlem i garagerockgruppen The Nomads. Fröberg inledde sin karriär i punkbanden X-Rated, Aouuh! och Warheads i Stockholm i slutet av 1970-talet.

## Historia
Fröberg startade punkguppen X-Rated tillsammans med sångaren Kjell Hedberg, den första trummisen i X-Rated var Pelle Lidell. De spelade lite mer än ett år och sedan la gruppen av och Björne Fröberg hoppade in som basist i punkgruppen Mob år 1978, då Thomas Biström hoppade av. Samtidigt bytte gruppen namn till Aouuh! Det bandet förvandlades 1979 till Warheads, då Pelle Almgren tog över sången och Jesper Sporre trummorna. Warheads gick i graven år 1981. Då bildade Almgren och Fröberg gruppen Easy Action. Almgren hoppade av 1982 och det var slutet för första reinkarnationen av Easy Action. Trummisen Bo Stagman skulle ett år senare byta namn till Zinny Zan och trumpallen mot mikrofon, och grunda den mer internationellt kända versionen av Easy Action.
År 1987 blev Fröberg medlem i The Nomads, som grundades i början av 1980-talet. Med The Nomads har han spelat in flera skivor och turnerat utomlands.
The Nomads fick aldrig vara med i medias finrum. Trots många Europaturnéer spelades de sällan på radio och visades knappt i TV. Bandets popularitet spreds med djungeltrumman och genom intensivt turnerande. År 1985 höll man över 70 spelningar runtom i Europa och Sverige. The Nomads har varit en stilbildare inom sin genre, även internationellt. Bland svenska band som vart och ett på sitt sätt fört vidare traditionen kan nämnas The Hives, Sator, The Hellacopters och Backyard Babies.
Bandet är fortfarande aktivt och gör ett tiotal spelningar per år, flera i Stockholm och Sverige men också utomlands.
I juni 2008 gjorde bandet en bejublad spelning ihop med Roky Erickson på festivalen Peace & Love i Borlänge.
Fröberg har dessutom samarbetat med bland annat Backyard Babies, Michael Monroe och Caroline af Ugglas.

## Fröbergs grupper
- X-Rated
- Aouuh!
- Warheads
- Easy Action (musikgrupp)
- The Nomads

## Diskografi
Album med The Nomads
- 1987 – Hardware
- 1989 – All Wrecked Up
- 1991 – Sonically Speaking
- 1994 – Powerstrip
- 1994 – Showdown! (1981–1993)
- 1995 – Flashback #09
- 1996 – Made in Japan (Recorded in Sweden)
- 1996 – Raw & Rare
- 1996 – The Cold Hard Facts of Life
- 1999 – Big Sound 2000
- 2001 – Up-Tight